# Irish Kennel Club
Irish Kennel Club (IKC) är Irlands nationella kennelklubb som är en av medlemsorganisationerna i den internationella kennelfederationen Fédération Cynologique Internationale (FCI). Den är de irländska hundägarnas intresse- och riksorganisation och för nationell stambok över hundraser. Organisationen grundades 1922.